# Sialidae
Los siálidos (Sialidae) es una familia de insectos del orden Megaloptera. Las alas tienen venación marcada, recogidas sobre el dorso en forma de tejado, las anteriores son ligeramente más amplias en la base que las posteriores. Las larvas son acuáticas depredadoras generalistas.
Los adultos miden 25 mm de largo, negros a marrones oscuros y algunos con manchas naranjadas en su cabeza, carecen de ocelo; el 4º segmento tarsal es dilatado y con dos lóbulos.

## Ciclo de vida y hábitos

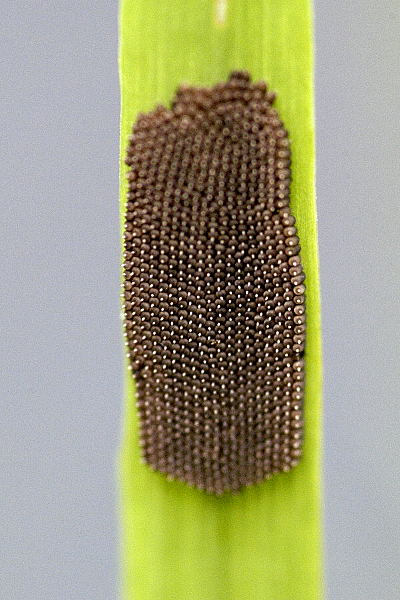
Huevos de Sialis fuliginosa

Las hembras depositan sus huevos sobre el follaje a la orilla de los cuerpos de agua, una sola masa de huevos con 200 aproximadamente, durante su vida adulta llega a depositar unos 2000, al eclosionar las larvas caen en buscan del agua.
Las larvas depredan otros animales acuáticos, también son caníbales de las más jóvenes, durante esta etapa de 1 a 3 años de duración, pasan por 10 estadios, en las regiones templadas entran en estado de reposo durante el invierno, en el estadio 7º y 10º.
Las larvas están adaptadas a la vida bajo el agua, poseen 7 segmentos abdominales con filamentos laterales simples que conducen a unas modificaciones branquiales que les permiten obtener el oxígeno disuelto del agua. Habitan diferentes tipos de aguas, por lo que algunas especies pueden ser tolerantes a niveles de contaminación orgánica y acificación de las aguas, no obstante buscan sitios donde puedan enterrarse por lo general en lo fangoso, luego de su primer instar, no sobreviven en aguas altamente contaminadas de acuerdo a las escalas de la BMWP.

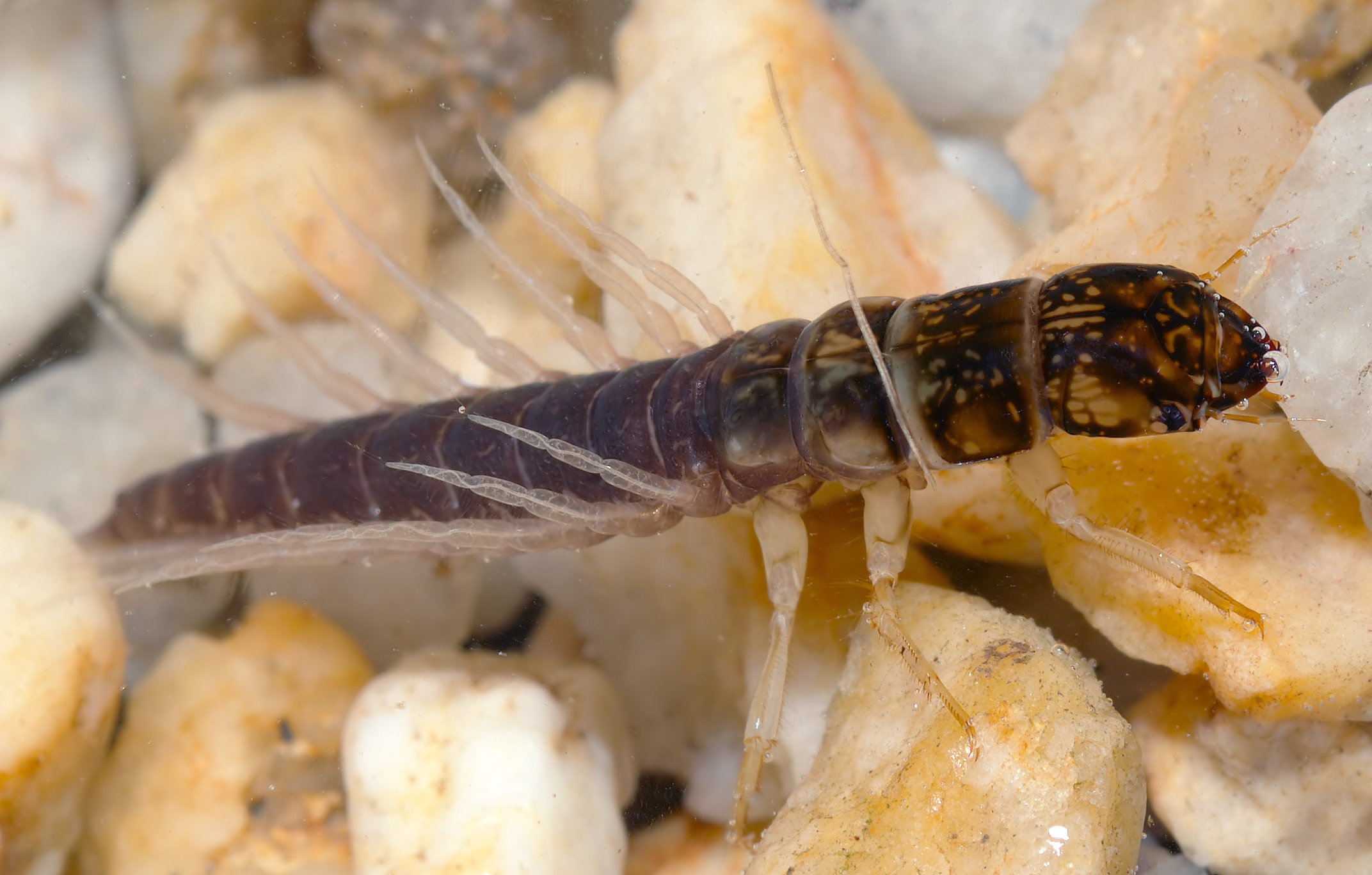
Larva de Sialis lutaria

Sin embargo algunas especies requieren aguas oxigenadas, mientras otras poseen un tubo filamentoso simple, en el último segmento abdominal, que les permite obtener el oxígeno del aire en aguas con poca oxigenación. En general según la especie se encuentran desde aguas corrientes hasta pantanos.
Algunas especies en períodos de sequía se entierran en cámaras, donde permanecen en estado de letargo hasta las lluvias, otras en zonas tropicales viven entre charcos en agujeros de troncos o en las bromelias.

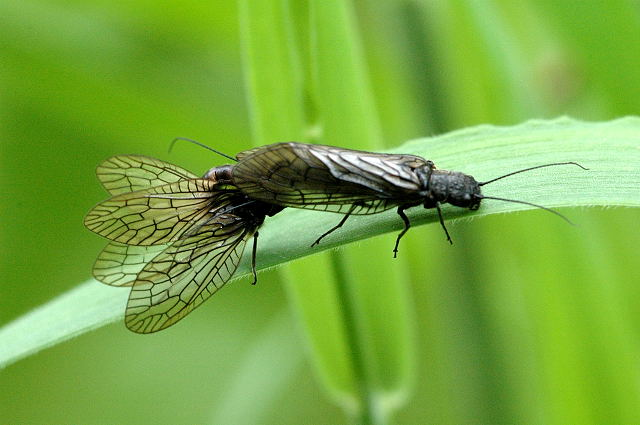
Copula de Sialis fuliginosa

Al ir finalizando su fase larval, sale del agua y bajo una piedra o tronco construye una cámara pupal, donde permanece para transformarse en un insecto adulto alado, el tiempo de duración de la metamorfosis es de una semana.
A pesar de que la mayoría de los adultos miembros de este grupo son diurnos, no ha podido ser recolectado en algunos lugares del mundo, solo las larvas por dificultades diversas. Se alimentan solo de sustancias azucaradas y viven de una semana a un mes, lo que dura la reproducción.
El acoplamiento va presidido por un ritual de acercamiento, que involucra vibraciones del abdomen por machos y hembras. En la cópula el macho transfiere los espermatozoides en un agente gelatinoso. La hembra oviposita varias veces.

## Importancia
La presencia de las larvas en el agua sirve como indicador para la calidad, hay especies que requieren aguas oxigenadas sin contaminación y otras alcanzan cierta tolerancia.
Son utilizadas como carnada o imitadas en señuelos artificiales, para la pesca deportiva.

## Taxonomía
Es una familia muy pequeña representada solo por unas 100 especies, organizadas en varios géneros:
Géneros:
- Austrosialis Tillyard
- Haplosialis
- Indosialis Lestage
- Leptosialis Esben-Petersen 1920
- Nipponsialis Kuwayama
- Protosialis Weele 1803
- Sialis Latreille
- Stenosialis Tillyard